# ITZ Sport
O ITZ Sport é um clube brasileiro de futebol da cidade de Imperatriz, no estado do Maranhão. Foi fundado em 10 de junho de 2017.
 Tem como mascote o camaleão.

## História
Disputou sua primeira competição em 2018 de forma amadora, começando pelo Campeonato Imperatrizense Série B terminando na 6ª coloção sendo eliminado nas quartas de finais.
Fez sua estreia profissional na 2ª Divisão do Campeonato Maranhense de 2019,  sendo eliminado na primeira fase terminando na 5ª colocação geral ( considerando a vitória por W.O sobre o Viana no jogo que definiria o rebaixado pra a 3ª divisão ), no mesmo ano disputa novamente a segunda divisão do Campeonato Imperatrizense terminando da mesma forma do ano anterior ( na 6ª coloção sendo eliminado nas quartas de finais ).
Lançou a ITZ TV a TV oficial do ITZ Sport no YouTube em 2020. No mesmo ano foi rebaixado no Campeonato Maranhense 2ª Divisão de 2020 na 7ª colocação caindo para a Série C do Maranhense de 2021 (entretanto a Série C é novamente cancelada e em 2021 o ITZ Sport jogará a Pre Serie B do Maranhense ). Na Taça Imperatrizense de Futebol Série B ( que substituiu o Campeonato Imperatrizense Série B devido a pandemia da covid- 19 ) é novamente eliminado nas quartas de finais como nos anos anteriores terminando na 8ª coloção geral ( a competição começou em 2020 mas só foi concluída em 2021 ).
No 31 de janeiro de 2021, o ITZ Sport enfrentou o Imperatriz em um jogo - treino perdendo por 3 x 2 sendo esse o primeiro confronto entre as equipes. No mesmo ano disputaria a Série B do Campeonato Maranhense pela terceira vez  graças ao cancelamento da Série C do Estadual mas desistiu após a divulgação da tabela da pré série B.
Em 2022, joga a pré série B do maranhense passando da primeira preliminar ao eliminar o Santa Quitéria mas é eliminado na fase seguinte ao terminar em terceiro no triângular da pré série B. 
Em 2023, disputa a fase principal da segunda divisão do estadual terminando em terceiro do seu grupo com 5 pontos com 1 vitória 2 empates e 3 derrotas terminando na 6ª colocação geral do campeonato. 
Em 2024 disputa mais uma vez o Campeonato Maranhense série B , na primeira fase o Camaleão termina na segunda colocação do Grupo A ( o grupo do interior ), com 2 vitórias, 3 empates e 1 derrota conquistando 9 pontos, conseguindo a classificação para as semifinais. No primeiro jogo das Semifinais realizado no CT Maranhão do Sul o ITZ Sport perde por 3 a 0 para a equipe do IAPE, no jogo da volta no Nhozinho santos o camaleão volta a perder dessa vez pelo placar de 3x1 sendo eliminado e terminando na 4ª colocação geral do campeonato ( sua melhor campanha na competição e em campeonatos profissionais).
Em 2025 irá disputar a Série B do Maranhense pela 4 vez consecutiva ( já disputou 6 vezes, contando a participação na pré série B 2022 ). Estará no Grupo C junto com Cordino e Balsas.

## Títulos

### Categorias de Base
| Estaduais | Estaduais                        | Estaduais | Estaduais  |
|           | Competição                       | Títulos   | Temporadas |
| --------- | -------------------------------- | --------- | ---------- |
|           | Copa Maranhão “Etapa Sul” Sub-19 | 1         | 2024       |

### Campanhas de destaque
- Campeonato Maranhense Série B: 4° Colocado: (2024) [19]

## Estatísticas

### Participações
|  | Participações em 2025 |

| Competição | Competição      | Temporadas | Melhor campanha    | Anos      | P | R |
| Maranhão   | Segunda Divisão | 6          | 4º colocado (2024) | 2019-2025 | – |   |